# Kamienica Pinocińska w Krakowie
Kamienica Pinocińska (Derjakubowiczowska, Dom Kruglowski) – zabytkowa kamienica znajdująca się w Krakowie, w dzielnicy I przy Rynku Głównym 15, na Starym Mieście.
Nazwa wywodzi się od włoskiej rodziny Pinoccich będących w XVII wieku w jej posiadaniu, jednak budynek stał już w średniowieczu. Do kamienicy prowadzi barokowy ukształtowany w formie arkady portal. W budynku zachowały się, po ocaleniu z pożaru Krakowa w 1850 roku renesansowe drewniane stropy.
Kamienica Pinocińska w latach 1975–1979 została połączona z nr 16 i nr 17 (kamienica Hetmańska) dla utworzenia restauracji „Wierzynek”. Aktualnie oprócz restauracji „Wierzynek” w kamienicy znajduje się również restauracja „Tradycyja”.
13 marca 1968 kamienica została wpisana do rejestru zabytków. Znajduje się także w gminnej ewidencji zabytków.